# Acalypha hontauyuensis
Acalypha hontauyuensis là một loài thực vật thuộc họ Euphorbiaceae. Nó là loài đặc hữu của Đài Loan. Nó bị đe dọa do mất môi trường sống.